# William Ratcliff (Kjui)
William Ratcliff è un'opera in tre atti di Cezar' Antonovič Kjui, composta tra il 1861 ed il 1868. Sebbene non sia mai entrata nel repertorio standard in Russia né altrove, essa ha un significato particolare nella storia della musica russa, in quanto fu la prima opera composta da un membro del Gruppo dei Cinque ad essere messa in scena.

## Storia della composizione
Il soggetto dell'opera fu suggerito a Kjui da Milij Balakirev, che poi orchestrò anche alcuni passaggi dell'opera, assieme a Nikolaj Rimskij-Korsakov. Il libretto fu scritto dal compositore, adattando la traduzione in russo fatta da Vasilij Žukovskij dell'omonima tragedia di Heinrich Heine, con alcune aggiunte scritte da Viktor Krylov. Il lavoro di Heine è stato utilizzato anche per altre opere liriche, la più famosa delle quali è Guglielmo Ratcliff di Pietro Mascagni. L'opera di Kjui andò in scena per la prima volta il 14 (26) febbraio 1869 al teatro Mariinskij di San Pietroburgo, diretta da Eduard Napravnik, e fu ben accolta dal pubblico.

## Trama
L'azione si svolge in Scozia nel XVII secolo. Molti eventi rilevanti si svolgono prima dell'inizio dell'opera e vengono resi con lunghe narrazioni, che lasciano il palco significativamente statico per molto tempo. Gli scostamenti principali dal dramma di Heine includono il coro nuziale nel primo atto e la sostituzione dell'episodio intimo del Pater noster alla taverna con una scena comica al secondo atto, scena prima.

### Antefatto
In anni passati Betty, moglie di MacGregor, si innamorò di Edwaed Ratcliff, padre di William. Dopo che MacGregor ebbe ucciso Edward per gelosia, Betty morì di dolore. Gli spettri di Edward e Betty perseguitano William, che ha ucciso i primi due uomini ai quali Mary, la figlia di MacGregor, è stata promessa in sposa. 

### Atto I
Scena prima Nel castello di MacGregor Mary, che in realtà ama William, si sposa con Douglas. Gli ospiti festeggiano le nozze e MacGregor benedice la coppia. Margaret intona una canzone che disturba Douglas, e Mary cerca di calmarlo; egli le racconta di essere stato attaccato in strada da dei banditi. Mary sviene, ma presto riprende i sensi e Douglas continua il racconto dicendo di essere stato salvato da un uomo misterioso. MacGregor manda la sposa e gli ospiti nella sala del banchetto e racconta a Douglas in merito ai due precedenti fidanzati di Mary.
Scena seconda Mentre il coro canta, Lesley, inviato da Ratcliff trasmette a Douglas una sfida a duello.

### Atto II
Scena prima In una taverna, i clienti si stanno divertendo facendosi beffe dell'ubriaco Robin. Lesley canta una canzone allegra. Entra Ratcliff e i presenti si addormentano. Egli racconta a Lesley dei due spettri che lo chiamano, della sua infanzia con Mary, e perché ha ucciso i precedenti promessi sposi di Mary. Inizia ad avere allucinazioni, e la clientela della taverna si risveglia. Ratcliff e Lesley se ne vanno, e gli altri vanno a dormire.
Scena seconda All'aperto Ratcliff attende Douglas per il duello. Quando quest'ultimo arriva, riconosce in Ratcliff l'uomo che lo ha salvato dai banditi, ma il duello inizia comunque: Douglas ferisce seriamente Ratcliff e se ne va. Ratcliff, non appena ha ripreso conoscenza, inizia a udire delle streghe che lo deridono e fugge tra tempesta, fulmini e vento.

### Atto III
Nella sua stanza da letto, Mary racconta a Margaret com'era dolce William Ratcliff, e del suo sogno ricorrente di Ratcliff che è uno spettro che cerca di raggiungerla. Chiede che cosa sia successo a sua madre, e Margaret le racconta gli eventi. Nonostante la ferita William, che Margaret confonde con Edward, entra e Mary si prende cura di lui. Quando Margaret canta nuovamente la sua canzone, Ratcliff impazzisce e uccide Mary. MacGregor, che accorre alle grida di aiuto, viene ucciso da Ratcliff che esce dalla stanza e si suicida. I due fantasmi appaiono e si abbracciano. Douglas entra con gli ospiti e si rendono conto della tragedia avvenuta.